# Erebia minorata
Erebia minorata är en fjärilsart som beskrevs av Goltz 1939. Erebia minorata ingår i släktet Erebia och familjen praktfjärilar. Inga underarter finns listade i Catalogue of Life.